# Enicopus perezi
Enicopus perezi é uma espécie de insetos coleópteros polífagos pertencente à família Dasytidae.
A autoridade científica da espécie é Kiesenwetter, tendo sido descrita no ano de 1867.
Trata-se de uma espécie presente no território português.